# 日本・トルコ協会
日本・トルコ協会（にっときょうかい、トルコ語: Japonya-Türkiye Cemiyeti、英語: The Japan-Turkey Society）は、日本とトルコの相互理解と親善友好の強化を目的とする非営利民間団体である。規約には文化交流の促進のみならず、経済関係や技術提携の促進を掲げており、企業を中心とする法人の会員も少なくない。

## 沿革
1924年に日本とトルコ共和国との間に国交が開かれた、その2年後の1926年、初代駐トルコ大使の内田定槌（のち初代会長）が日本帰国後に創立を主唱し、駐日トルコ大使を名誉会長に迎えて「日土協会」として設立された。1929年には総裁に皇族から高松宮宣仁親王を迎えている。1938年には徳川公爵家第17代徳川家正が第2代会長に就任。
1945年、第二次世界大戦でそれまで中立を宣言していたトルコが連合国の圧力により日本と国交を断絶したため、活動の休止を余儀なくされたが、サンフランシスコ平和条約の締結に伴う国交回復によって1953年に活動を再開した。そして1960年代に日本の経済発展や、トルコにおけるボスポラス大橋建設に伴う国際入札などを経て、経済界がトルコへの進出に目を向け始めたのを受け、1971年に帝人の大屋晋三が再開後初代会長となって日本・トルコ協会として再発足した。
1980年代には伊藤忠商事などが第二ボスポラス大橋に資本参加するなど、日本とトルコの経済関係がますます緊密化したためにその活動はより活発となり、1991年には古代オリエントの研究者として西アジアに深い関心を持つ皇族の三笠宮崇仁親王が名誉総裁に迎えられた。2009年には子の寬仁親王が総裁に就き、2012年に寬仁親王が薨去すると翌2013年に、その子で日本美術史研究者の彬子女王が総裁に就任した。
現在事務局は伊藤忠商事が担っており、1990年から伊藤忠の米倉功元社長が第三代会長を、2008年から丹羽宇一郎元社長が第4代会長を務めていたが、2010年に丹羽会長が駐中国大使に就任するため、日本製粉の澤田浩社長が第5代会長に就くとともに、小林栄三元伊藤忠商事社長が山口洋一元駐トルコ大使やその後任となった遠山敦子元駐トルコ大使ともに副会長を務めた。

## 主な活動
主に会員向けに、会報誌『アナトリア・ニュース』の発行、「トルコの夕べ」と題するトルコに関する講演会や、トルコ経済セミナー、トルコ語講座、トルコ料理教室など、様々な活動を主催している。その他、文化交流やトルコ人の留学生に対する支援、日本で開催されるトルコ関係行事への協力など、その活動は様々である。